# Spilococcus pacificus
Spilococcus pacificus är en insektsart som först beskrevs av Borchsenius 1949.  Spilococcus pacificus ingår i släktet Spilococcus och familjen ullsköldlöss. Inga underarter finns listade i Catalogue of Life.